# Писательский небоскрёб
«Писательский небоскрёб» — дом в Санкт-Петербурге, где проживали многие представители советской писательской элиты. В настоящее время в здании находится Государственный литературно-мемориальный музей М. М. Зощенко.
Здание имеет тройной адрес: набережная канала Грибоедова, 9, Малая Конюшенная улица, 4/2, Чебоксарский переулок, 2.

## История
Участок дома с 1720-х годов принадлежал Придворному конюшенному ведомству. Здесь располагались различные жилые и хозяйственные постройки. В начале XIX века предположительно архитектор Луиджи Руска возвёл на набережной складские помещения. Здание приобрело современный вид, когда было значительно перестроено в 1838—1851 годах архитектором Конюшенной конторы А. И. Буржуа. Первоначально трёхэтажное здание вошло в единый комплекс зданий Конюшенного ведомства, выполненный в стиле классицизма. В доме располагался Конюшенный лазарет. В 1882 году здание было передано Придворному музыкальному хору, часть которого составляли музыкальные команды Кавалергардского и лейб-гвардии Конного полков. Здесь жили руководители хора композиторы К. К. Штакельберг и Г. К. Флиге. В репетиционном зале дома периодически происходили концерты. Уже в это время хору не хватало жилых помещений и был разработан проект надстройки в 2 этажа, однако реализован он не был.

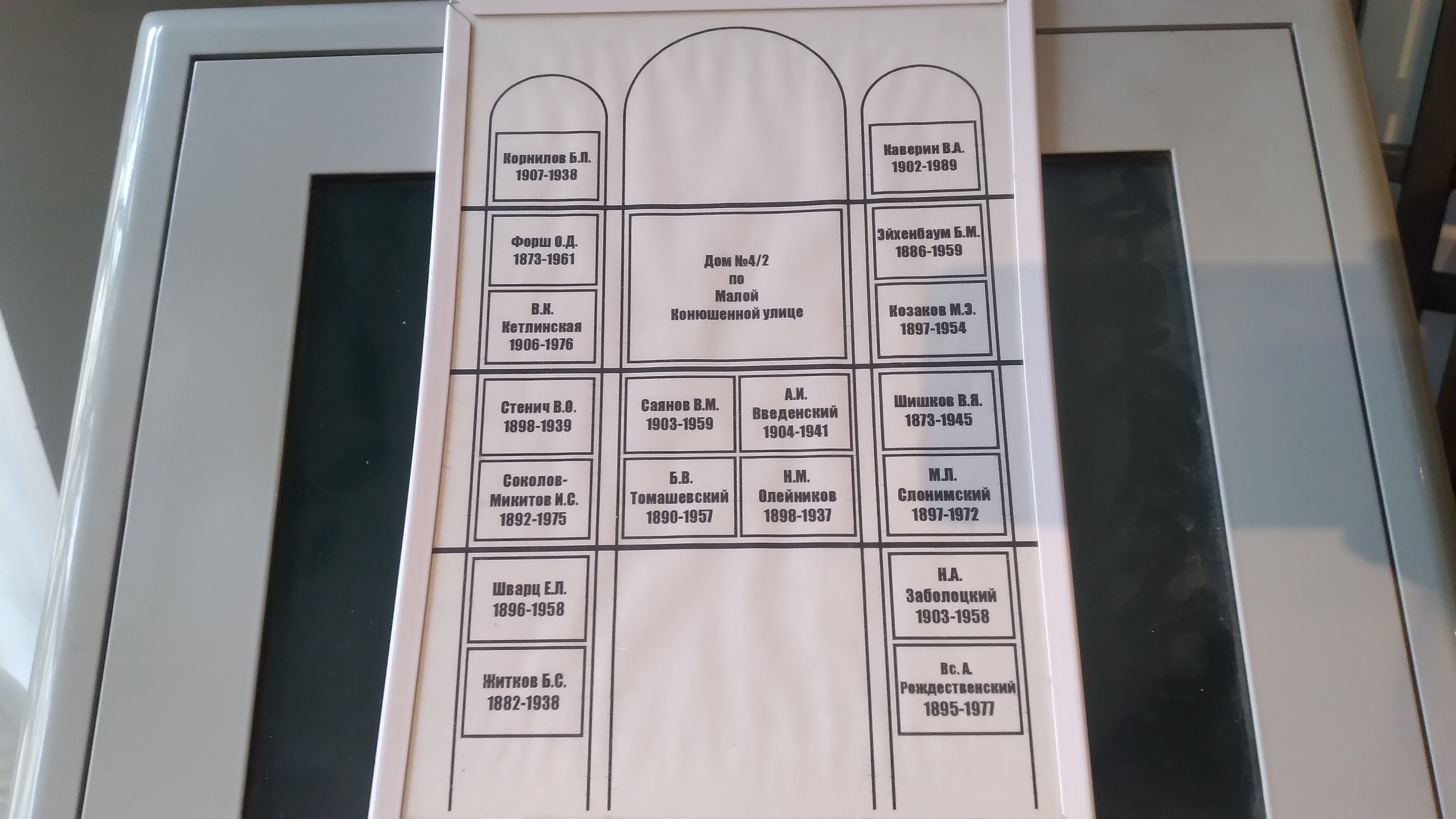
Список писателей — жильцов дома (в парадной музея-квартиры М. Зощенко)

После Октябрьской революции 1917 года Придворный оркестр переформировали в Государственный оркестр, ставший первым советским государственным симфоническим коллективом. В начале 1930-х годов здание капитально отреставрировали и проект надстройки двух этажей все-таки реализовали для нужд писательского жилищного кооператива. Из-за технических ограничений высота двух новых этажей была равна одному старому. Жильё кроме низких потолков отличалось длинными коридорами гостиничного типа с закутками, куда выходили двери тесных квартир. Дом получил прозвание «писательский небоскрёб» благодаря панорамному виду из окон, но из-за ограниченных габаритов прозвище иронично переиначили как «писательский недоскрёб». В разное время в этом здании жили представители советской писательской элиты: О. Д. Форш, М. М. Зощенко, В. А. Каверин, И. С. Соколов-Микитов, Ю. П. Герман, В. К. Кетлинская, М. Э. Козаков, М. М. Козаков, Е. Д. Люфанов, Л. И. Борисов, Л. И. Раковский, Б. С. Житков, М. Л. Слонимский,  Г. Э. Сорокин, В. М. Саянов, В. Я. Шишков, Е. Л. Шварц, поэты В. А. Рождественский, Б. М. Лихарев, Е. А. Вечтомова, И. К. Авраменко, Н. Л. Браун, М. И. Комиссарова, литературоведы Б. В. Томашевский, Б. М. Эйхенбаум, И. А. Груздев и т. д.
Во время блокады Ленинграда Е. Л. Шварц написал тут антифашистские пьесы «Под липами Берлина» (совместно с М. М. Зощенко) и «Дракон».
В память о знаменитых жильцах на внешнем фасаде дома в разные годы установлены мемориальные доски В. А. Рождественскому, М. М. Зощенко, В. Я. Шишкову, В. М. Саянову, а также общая доска прочим писателям.
История дома связана и с политическим преследованием писателей. 22 ноября 2015 года у трёх парадных во внутреннем дворе дома было установлено семь табличек «Последнего адреса», посвящённых ставшим жертвами политических репрессий во время Большого террора литераторам: Н. М. Олейникову, В. И. Стеничу, Б. П. Корнилову, Ю. С. Берзину, Г. Д. Венусу, П. Н. Медведеву, Я. А. Калнынь. Готовится установка таблички Н. Г. Свирину. Здесь также жили в дальнейшем репрессированные писатели Б. Д. Четвериков, Н. А. Заболоцкий, Е. М. Тагер, Г. О. Куклин. Большую роль в увековечивании памяти жертв репрессий сыграл сын писателя А. Н. Олейников.
С 1934 года и до конца жизни в этом доме жил М. М. Зощенко. Анна Ахматова укрывалась тут во время блокады Ленинграда. Они оба стали жертвами репрессий после знаменитого Постановления оргбюро ЦК ВКП(б) «О журналах „Звезда“ и „Ленинград“» в 1946 году. В 1988 году было принято решение об открытии в доме музея-квартиры М. М. Зощенко на правах филиала Литературно-мемориального музея Ф. М. Достоевского. Открытие музея состоялось в 1992 году. Во дворе дома в рамках музейной экспозиции установлены стенды, посвящённые истории дома, а также его знаменитым жильцам.
В 2007 году на базе Музея-квартиры Михаила Зощенко путём переименования организации и утверждения новой концепции  был создан Государственный литературный музей «XX век» (ГЛМ «XX век»).
В 2001 году дом включён КГИОПом в «Перечень вновь выявленных объектов, представляющих историческую, научную, художественную или иную культурную ценность».